# 恩里科·普菲斯特
恩里科·普菲斯特（德語：Enrico Pfister，1991年4月7日—），瑞士、菲律宾男子冰壶运动员，2023年泛大陆锦标赛B组男子银牌得主、2024年泛大陆锦标赛B组男子金牌得主、2025年亚洲冬季运动会男子金牌得主。他的弟弟马克同样是冰壶运动员。